# Finnstugorna

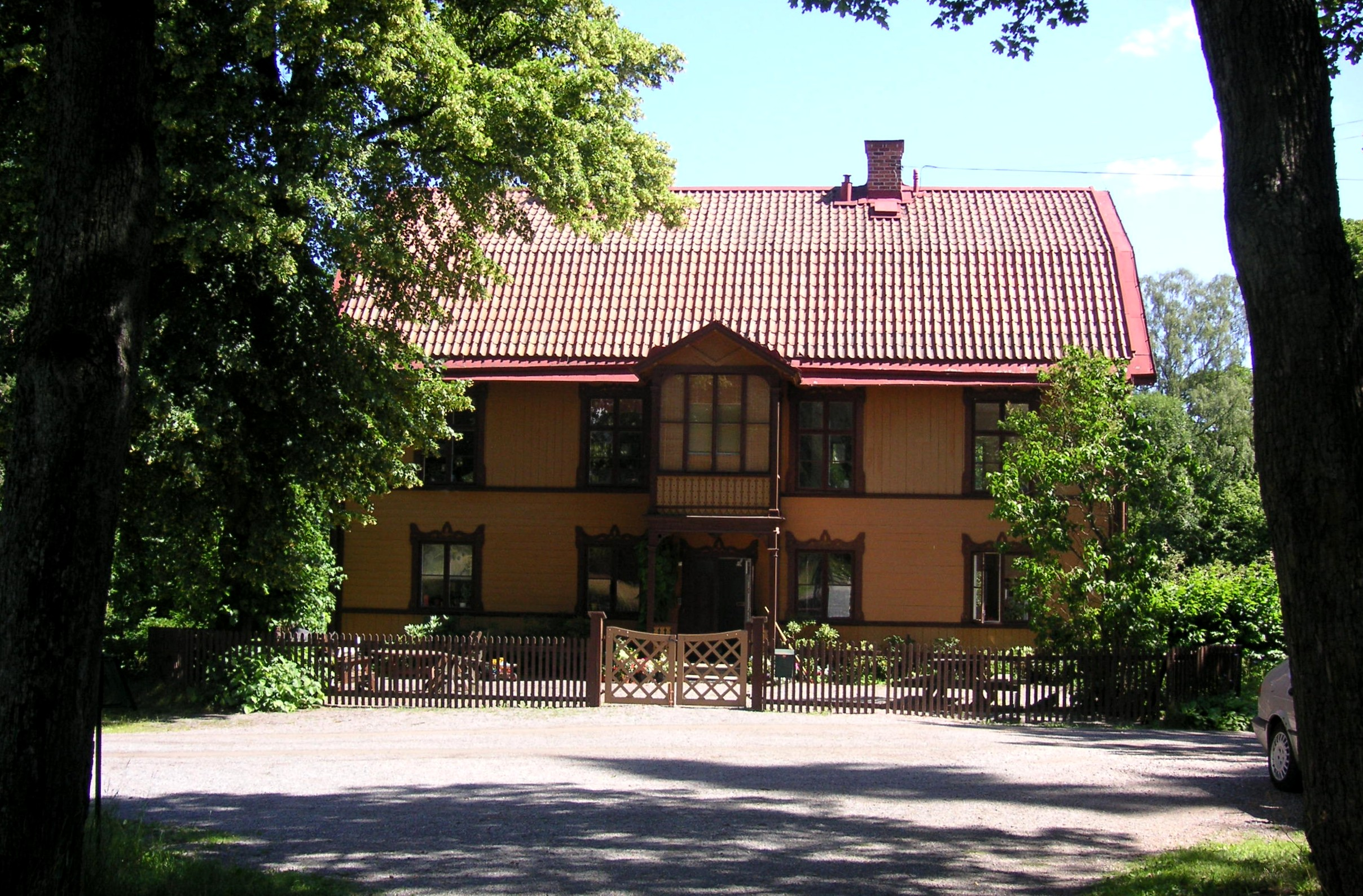
Bostadshuset "Stora Finnstugan" 2007.

Finnstugorna är en grupp av byggnader i Hagaparken i Solna, de ligger i sydöstra delen av parken, inte långt från Turkiska kiosken.

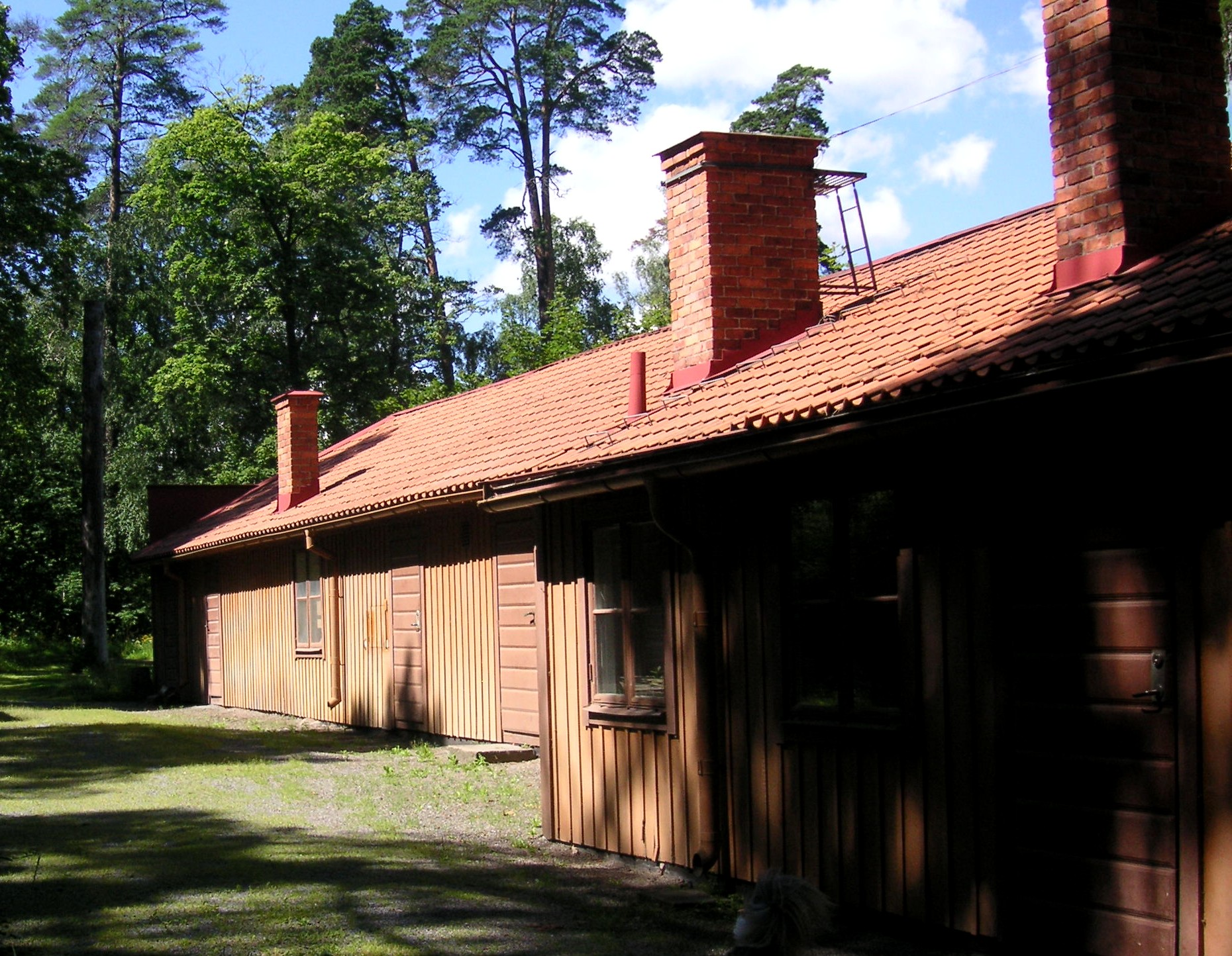
Gårdsflygel "Lilla Finnstugan"

Stora Finnstugan är ett bostadshus av timmer. Det fanns redan på platsen, när Gustav III köpte Haga 1771, då kallades stället Finntorpet. Det sägs att Gustav III förlustade sig här som kronprins. Fasadens snickarglädje och verandorna tillkom under 1800-talet.
Lilla Finnstugan var ursprungligen två enkla gårdsflyglar, den västra är kvar, men byggdes om på 1810-talet, då den fick sitt nuvarande utseende. På 1920- och 1930-talen fanns här ett välbesökt kafé.
Finnstugorna är ett statligt byggnadsminne.